# Pagoda Lingxiao

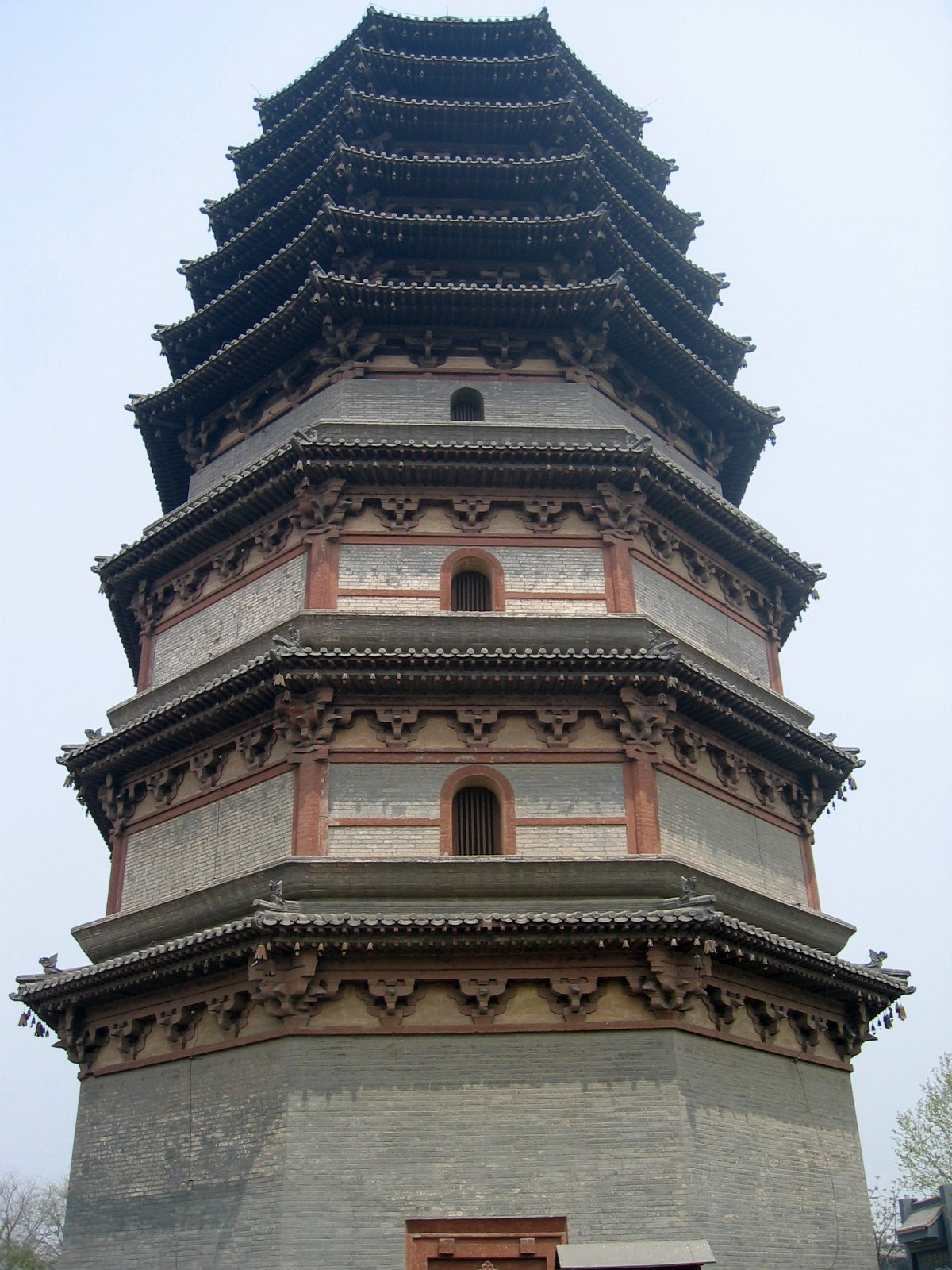
La Pagoda Lingxiao, situada en Zhengding, provincia de Hebei, una pagoda de ladrillos y madera construida en el 1045, con pocas modificaciones en las renovaciones posteriores.

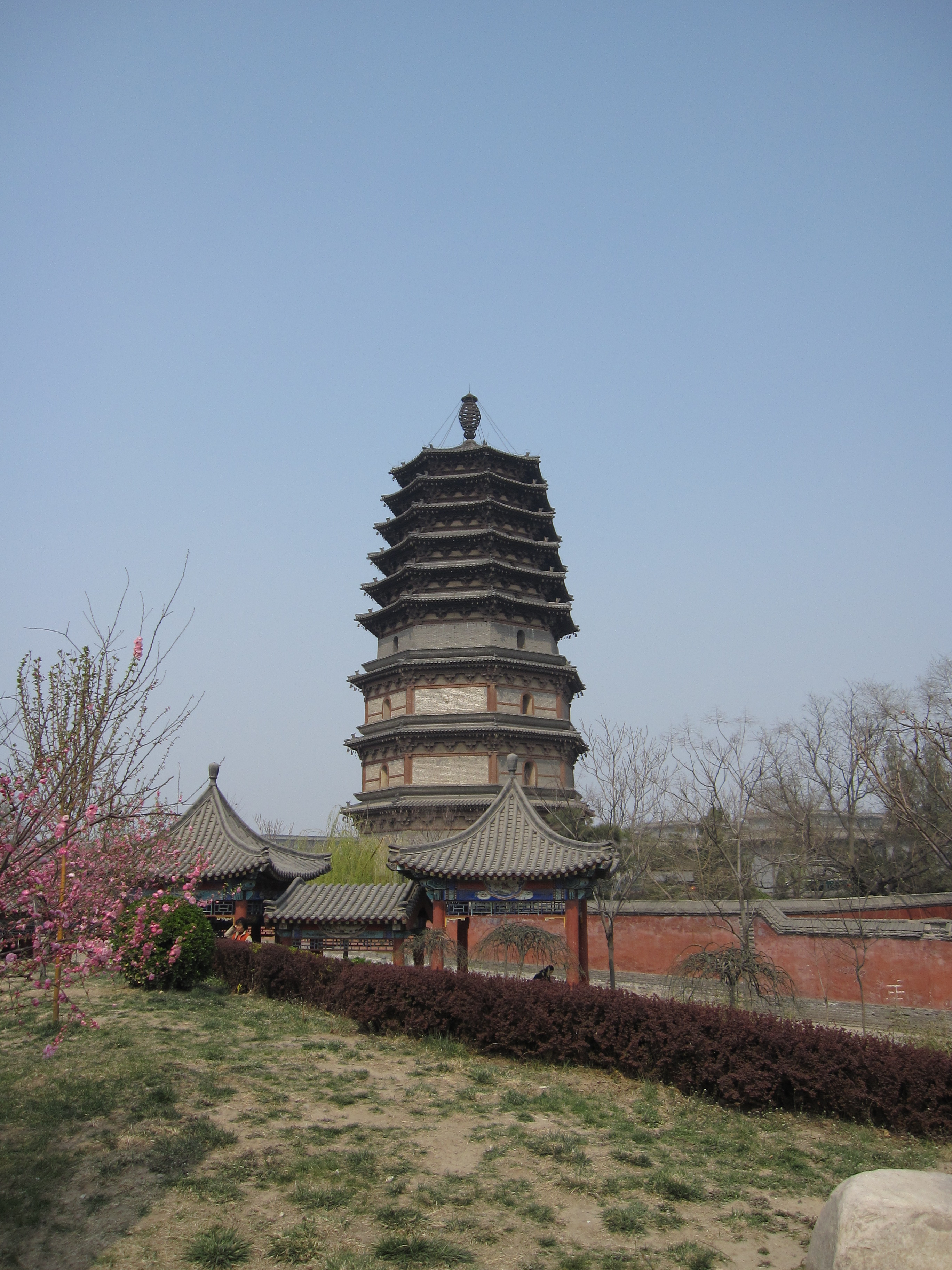

La Pagoda Lingxiao (en chino, 凌霄塔; pinyin, Língxiāo tǎ; Wade-Giles, Linghsiao T'a) es una pagoda situada al oeste del Templo Xinglong, en Zhengding, Hebei, China.

## Historia
La pagoda original que se situaba en el mismo lugar fue apodada Pagoda de Madera, y construida en el año 860, durante la Dinastía Tang (618-907). La actual pagoda de ladrillo y madera data del 1045, bajo el reinado del Emperador Renzong (1022–1063) de la Dinastía Song (960-1279), y renovada y restaurada durante las dinastías Yuan, Ming, y Qing. Antiguamente era parte del Monasterio de Tianning, y aunque este ya no existe, la pagoda se ha conservado bien desde el siglo XI. En 1966 la pagoda fue dañada en un terremoto, pero fue reparada inmediatamente y se mantuvo pie y abierta al público.

## Descripción
La pagoda tiene 42 m de altura. La base y estructura de ladrillo termina en la planta cuarta, porque el resto de su altura, a partir de la quinta planta, es completamente de madera. Tiene un total de nueve plantas, con nueve aleros que rodean la estructura octogonal de la pagoda. En el centro de la pagoda hay una gran columna, una característica de las pagodas chinas que desapareció poco después de las dinastías Song y Yuan. Construida una década más tarde, en 1055, la Pagoda Liaodi (la pagoda premoderna más alta de China) también tiene una columna interior, con forma de otra pagoda. En el interior de la Pagoda Lingxiao, una escalera de madera conduce hasta la cuarta planta. La pagoda está coronada con una chapitel de hierro.